# Florence Cestac
Florence Cestac (Pont-Audemer, 18 luglio 1949) è una fumettista francese creatrice di Harry Mickson.
Nel 2000 ha ricevuto il Grand Prix de la ville d'Angoulême.

## Biografia
- Tra[2][3] il 1993 e il 2008 ha pubblicato alcuni suoi lavori sulla rivista per ragazzi Pif Gadget,[4]